# 吉沢町 (太田市)
吉沢町（よしざわちょう）は、群馬県太田市にある地名（町丁）。郵便番号は373-0019。

## 概要
毛里田地区にある町丁。

## 地理

### 近隣町丁
- 北金井町
- 大鷲町
- 上強戸町
- 緑町
- 丸山町
- 原宿町

## 世帯数と人口
2022年（令和4年）3月31日現在の世帯数と人口は以下の通りである。
| 町丁   | 世帯数  | 人口  |
| ------ | ------- | ----- |
| 吉沢町 | 376世帯 | 830人 |

## 交通

### 鉄道
町内に鉄道は通っていない。

### 道路
- 国道122号
- 群馬県道316号太田桐生線

## 施設
- 渡良瀬川河川緑地